# Гааль
Гааль (нім. Gaal) — громада  (нім. Gemeinde)  в Австрії, у федеральній землі Нижня Австрія.
Входить до складу округу Мурталь. Населення становить 1395 осіб (станом на 31 грудня 2013 року). Займає площу 197 км². Дата заснування церкви — до 760.
У місті є туризм (177 місць для туристів). Взимку є невеликий гірськолижний курорт, у літній період популярні походи і гірський туризм.

## Розташування
| Гогентауерн        | Санкт-Марайн-Файстріц | Санкт-Марайн-Файстріц |
| Пельсталь          | Розташування          | Зеккау                |
| Пельс-Оберкурцгайм | Пельс-Оберкурцгайм    | Шпільберг             |

## Населення
97,7 % населення має австрійське громадянство. У 2001 доля вірян римсько-католицької церкви — 93,9 %, протестантів — 1,5 %, 2,9 % були без релігійної конфесії. У селі є початкова школа.